# Siamo adesso
Siamo adesso è un singolo della cantante italiana Chiara, il secondo estratto dalla riedizione del secondo album in studio Un giorno di sole e pubblicato il 24 aprile 2015.

## Descrizione
Si tratta del primo brano alla quale Chiara ha contribuito alla parte compositiva, realizzata insieme a Emilano Cecere e a Fabio Campedelli. Il testo è stato invece scritto da Pacifico.

## Tracce
Testi di Pacifico, musiche di Chiara Galiazzo, Emiliano Cecere, Fabio Campedelli.
1. Siamo adesso – 3:44

## Video musicale
Il videoclip, diretto da Mauro Russo, è stato pubblicato da Vevo sul canale YouTube della cantante il 1º maggio 2015.